# Nops branicki
Nops branicki là một loài nhện trong họ Caponiidae.
Loài này thuộc chi Nops. Nops branicki được Taczanowski miêu tả năm 1874.